# Everything to Lose
Everything to Lose – utwór brytyjskiej popowej piosenkarki Dido pochodzący ze ścieżki dźwiękowej do filmu Seks w wielkim mieście 2. Tekst utworu został stworzony przez Dido, Rollo Armstronga i Sister Bliss, którzy także zajęli się jego produkcją. Utwór został wydany 7 września 2010 roku w Wielkiej Brytanii wraz z remiksami stworzonymi przez Armina van Buurena, ATFC i Fred Falke'a. Singel dotarł do 84. miejsca w Australii.

## Lista utworów
Digital Download
1. "Everything to Lose" (Armin van Buuren Remix) - 7:58
2. "Everything to Lose" (ATFC Remix) - 8:29
3. "Everything to Lose" (ATFC Dub) - 6:44
4. "Everything to Lose" (Fred Falke Extended Vocal Remix) - 7:48
5. "Everything to Lose" (Fred Falke Dub) - 7:51